# Sogi SC
El Sogi SC, oficialmente Goldstar Sogi FC, es un equipo de fútbol de Samoa. Se fundó en 1998 y fue campeón de la National League una vez en el año 2001.

## Palmarés
- Liga Nacional de Samoa: 1

2001